# مبراة

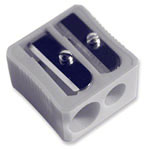
مبراة عادية

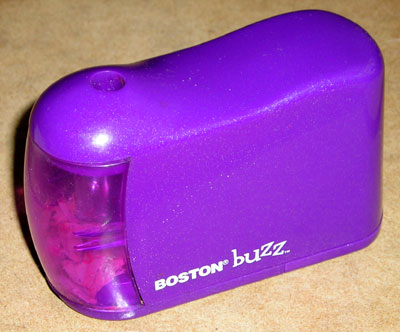
مبراة أقلام كهربائية

المبراة (الجمع: مَبَارٍ) أو المنجرة أو البرّاية أداة مكتبية لتقليم («بَرْي») أقلام الرصاص.
في المبراة شفرة حديدية حادة تزيل من طرف القلم طبقة دقيقة من خشب وغرافيت بعملية تقشير أثناء دوران القلم داخل المبراة.
بري الأقلام استعمل حتى القرن 19 بشكل أساسي عن طريق تقشير يدوي باستعمال السكين، في القرن 20 سجلت العديد من براءات الاختراع بعدة دول في العالم وتحولت المبراة بالتدريج إلى أداة متوفرة ورخيصة.
للمبراة عدة أنواع:
- مبراة عادية - ندخل القلم إلى المبراة وندور القلم بشكل يدوي حتى يصبح حاد.
- مبراة ذات علبة - مبراة مع علبة للرقاقات المبرية.
- مبراة طاولية - اداة الموجود على الطاولة عادة ويوجد بداخلها شفرة حادة وخارجها يد(للتدوير)، يتم البري بدوران اليد الخارجية التي بدورها تؤدي لدوران الشفرة حول القلم.
- مبراة كهربائية - مع ادخال القلم داخل المبراة تبدأ الشفرة بالدوران بشكل اوتوماتيكي حتى يصبح القلم حادا.

## معرض صور

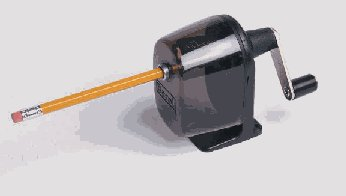
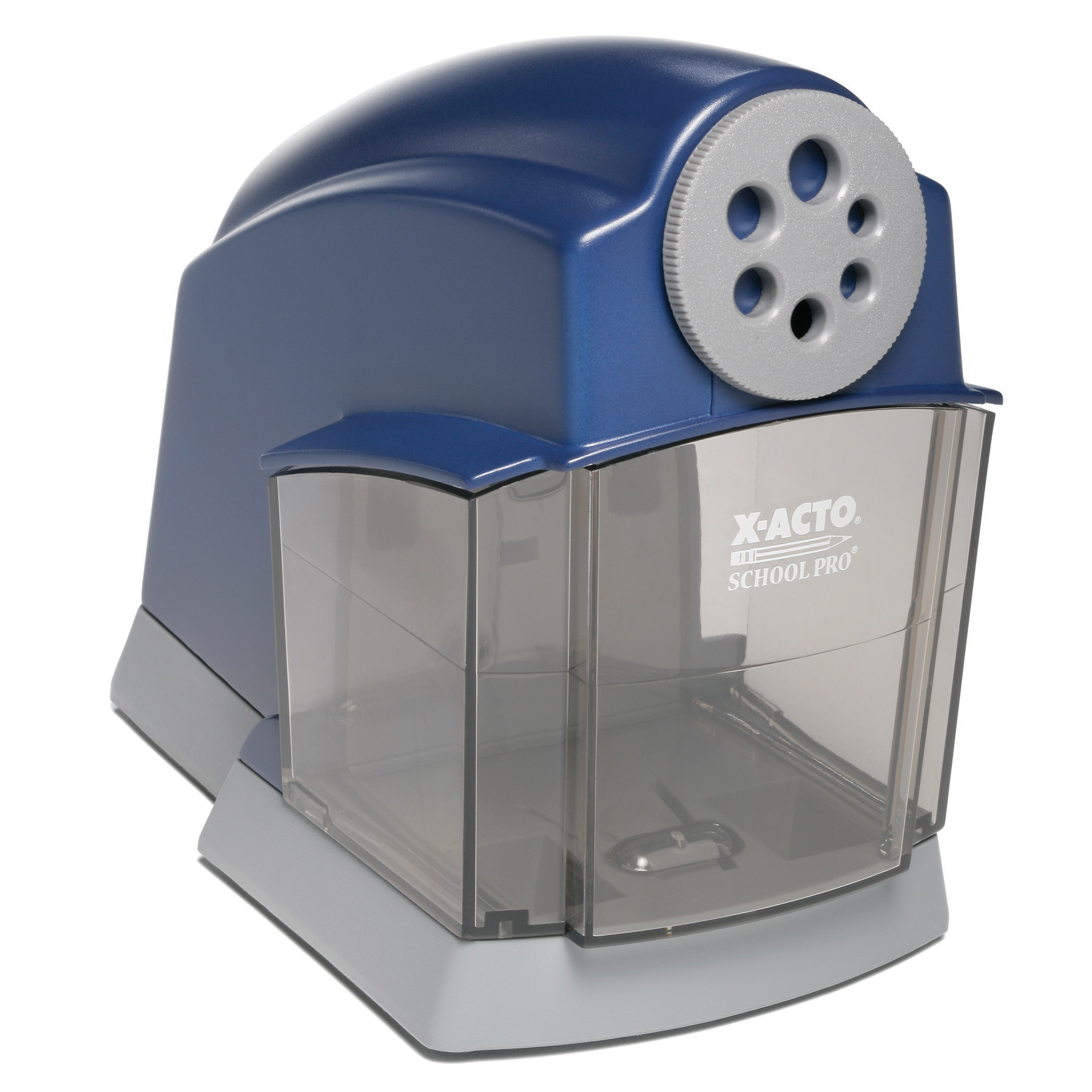
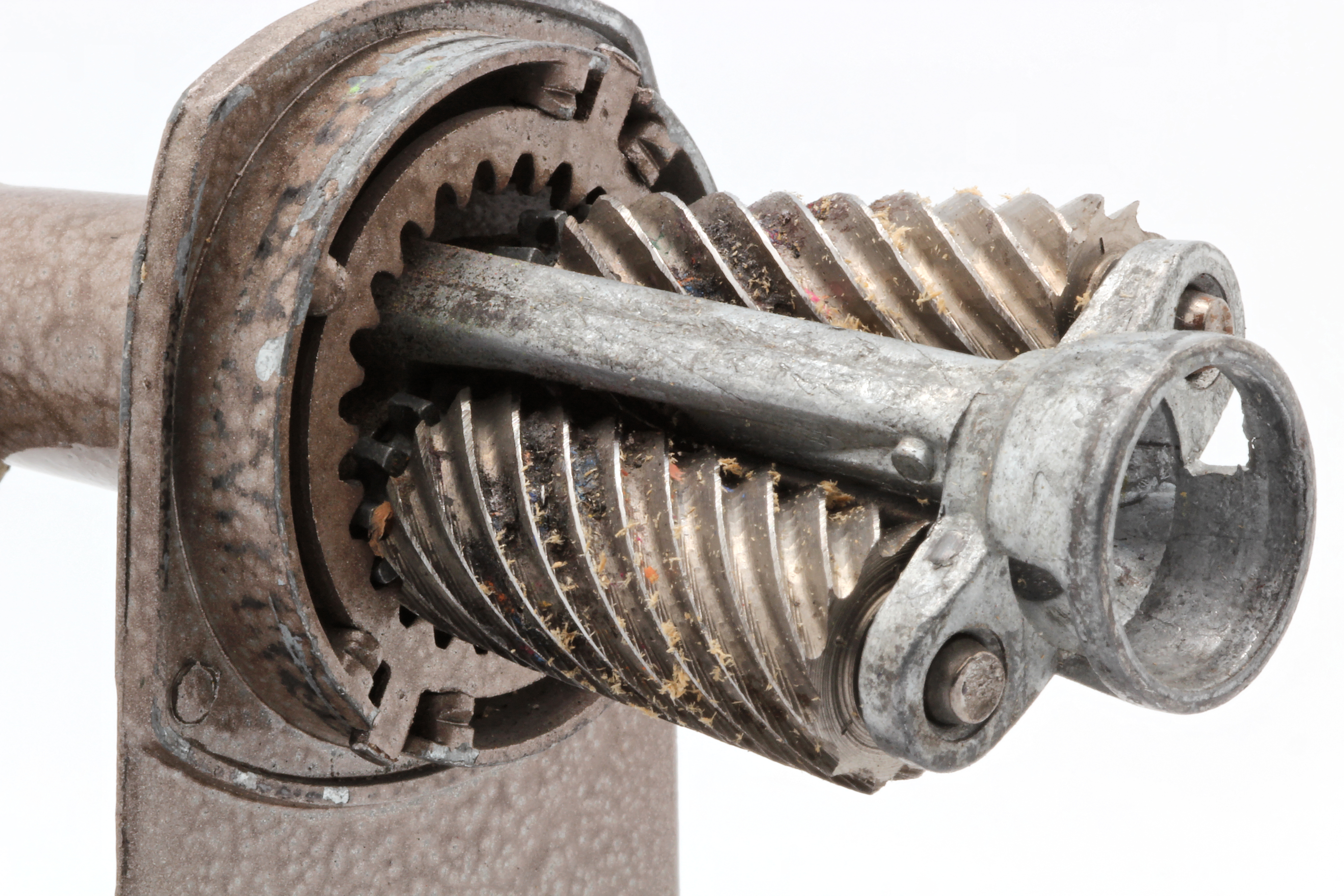
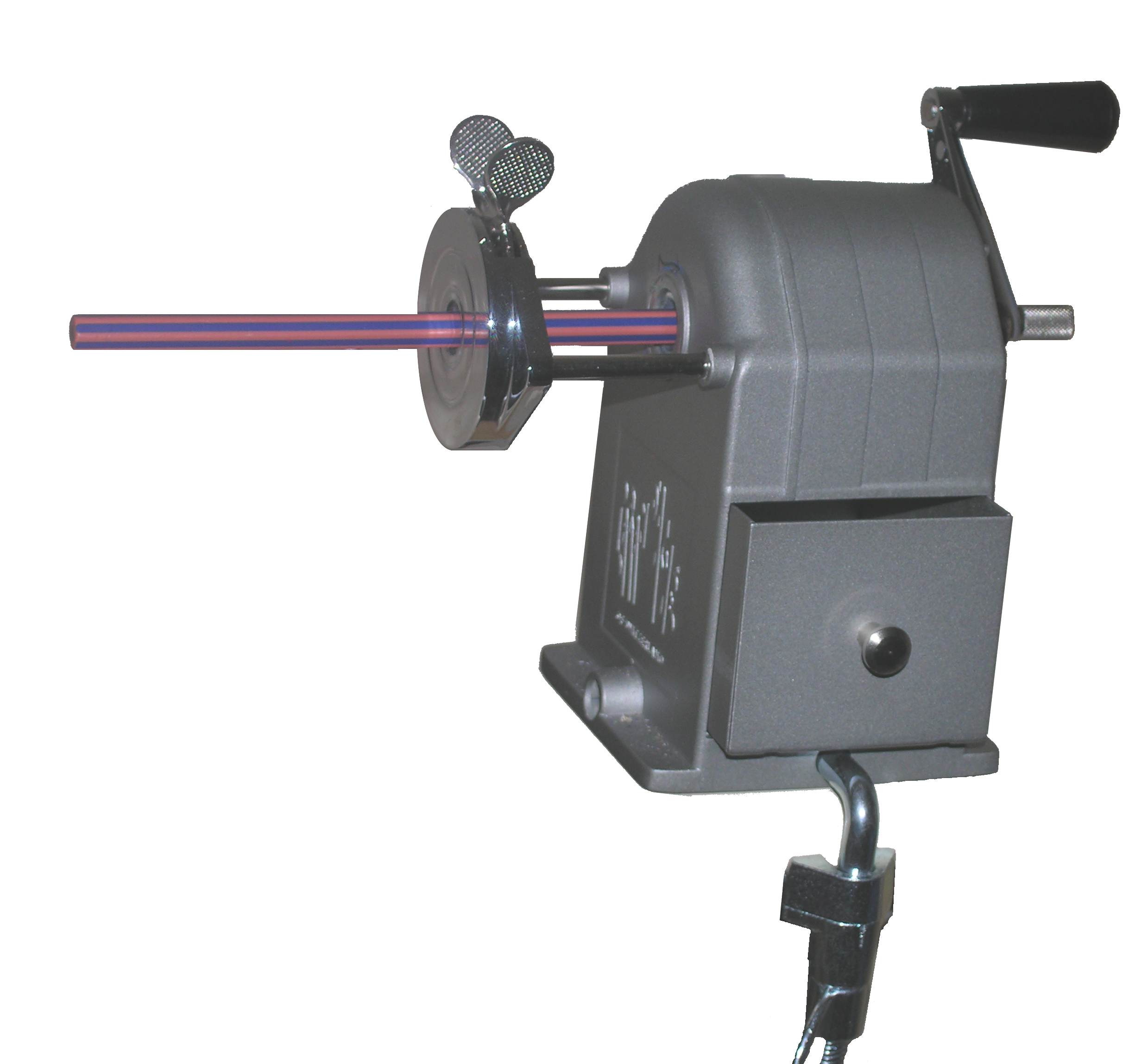